# Apparato boccale degli insetti
L'apparato boccale degli Insetti è un insieme di appendici, articolate e associate all'apertura boccale, destinato a svolgere primariamente la funzione di assunzione degli alimenti. Secondariamente può svolgere anche altre funzioni, non necessariamente correlate all'alimentazione in senso stretto.
Nel complesso, l'apparato boccale è composto esternamente dal labbro superiore (labrum), da un paio di mandibole, da un paio di mascelle e dal labbro inferiore (labium). Questi pezzi, detti genericamente gnatiti, si articolano al margine del tegumento che delimita l'apertura boccale (peristoma). Internamente è presente un processo, detto prefaringe, che concorre anch'esso a formare l'apparato.

## Differenziazioni morfofunzionali
L'apparato boccale tipico, derivato da quello primitivo, è adattato alla presa di alimenti in forma solida, alla loro triturazione sommaria e all'inserimento nella parte dorsale della cavità orale (cibarium). Viene detto perciò apparato boccale masticatore e rappresenta il tipo più diffuso.
La notevole differenziazione della biologia e del regime nutritivo ha condotto, nell'ambito della classe, all'evoluzione di modificazioni, più o meno profonde, nella struttura e nella morfologia delle appendici boccali, in modo da assolvere a specifiche funzioni (perforazione, emissione ed aspirazione di liquidi, ecc.). Tali differenziazioni si possono riscontrare in uno o più gruppi sistematici, generalmente a livello di ordine.

## Apparato boccale masticatore

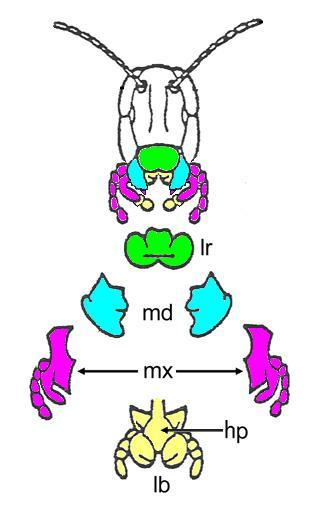
Rappresentazione schematica dell'apparato boccale masticatore di un ortottero. lr: labbro superiore; md: mandibole; mx: mascelle; hp: prefaringe; lb: labbro inferiore.

L'apparato boccale masticatore è il tipo più primitivo e quello maggiormente rappresentato nella classe degli Insetti. La struttura tipica permette di prelevare l'alimento dal substrato, eventualmente erodendolo o strappandolo, masticarlo e introdurlo nella cavità orale. Tali funzioni sono svolte dal concorso coordinato delle appendici boccali, ciascuna adibita a specifiche funzioni.

### Labbro superiore
Il labbro superiore o labrum, in genere non partecipa all'assunzione dell'alimento e la sua funzione è quella di chiudere dorsalmente l'apertura boccale. Si articola superiormente al clipeo e la linea di demarcazione fra clipeo e labbro superiore rappresenta il tratto anteriore del peristoma.
Nella maggior parte degli Insetti ha la forma di uno sclerite appiattito di forma più o meno quadrangolare; internamente è rivestito dall'epifaringe che costituisce il palato della cavità orale.

### Mandibole
Le mandibole sono due appendici, più o meno simmetriche, costituite ciascuna da un unico pezzo, di forma irregolarmente piramidale, ben sclerificato e in genere dentellato nel margine orale. Ogni mandibola è collegata al cranio con due articolazioni: quella anteriore (dorsale) è costituita da un acetabolo in cui s'inserisce un processo (condilo) del peristoma; quella posteriore (ventrale) è costituita da un condilo che s'inserisce in un acetabolo del peristoma. Il tratto di peristoma compreso fra le due articolazioni è detto pleurostoma. In alcuni gruppi sistematici possono differenziarsi altri tipi di articolazione. La muscolatura associata alle mandibole ne permette soprattutto movimenti trasversali (muscoli adduttori e abduttori).

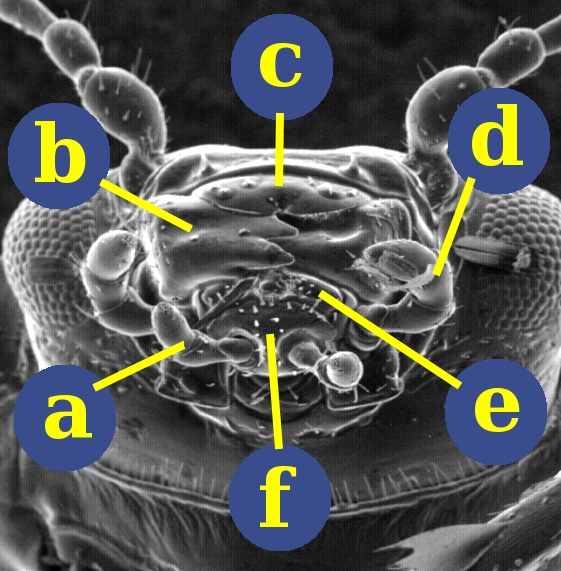
Appendici dell'apparato boccale masticatore (Coleotteri Crisomelidi). a: palpo labiale; b: mandibola; c: labbro superiore; d: palpo mascellare; e: mascella; f: labbro inferiore.

La funzione principale delle mandibole consiste nella triturazione dell'alimento, ma questi pezzi sono usati anche per erodere o strappare. Per svolgere queste funzioni, sono conformate in modo da presentare rilievi sclerificati, zigrinature, dentellature. La forma è alquanto tozza nelle forme fitofaghe, mentre negli zoofagi è slanciata o, talvolta, arcuata e acuta. In alcuni Insetti possono perdere la funzione primaria e assumere una forma e uno sviluppo tali da poter essere usate come strumenti di offesa e difesa.

### Mascelle
Le mascelle sono due appendici simmetriche che seguono le mandibole; si collegano perciò all'ipostoma, ossia il tratto di peristoma compreso fra i condili ventrali delle mandibole. L'articolazione è costituita da un solo condilo, detto cardine, che si inserisce in un acetabolo dell'ipostoma. Il corpo della mascella è costituito da uno sclerite, detto stipite, terminante in genere con due lobi distali: quello più interno è detto lacinia, quello più esterno galea. Sul lato esterno dello stipite è presente un breve processo, detto palpifero, sul quale si collega un'appendice, detta palpo mascellare, composta da un numero di segmenti variabile da 1 a 7.
Le mascelle sono appendici dotate di una discreta mobilità e sono fondamentali come supporto al lavoro delle mandibole, partecipando alla masticazione, e per l'introduzione dell'alimento masticato nella cavità orale. I palpi sono sedi di recettori sensoriali.

### Labbro inferiore

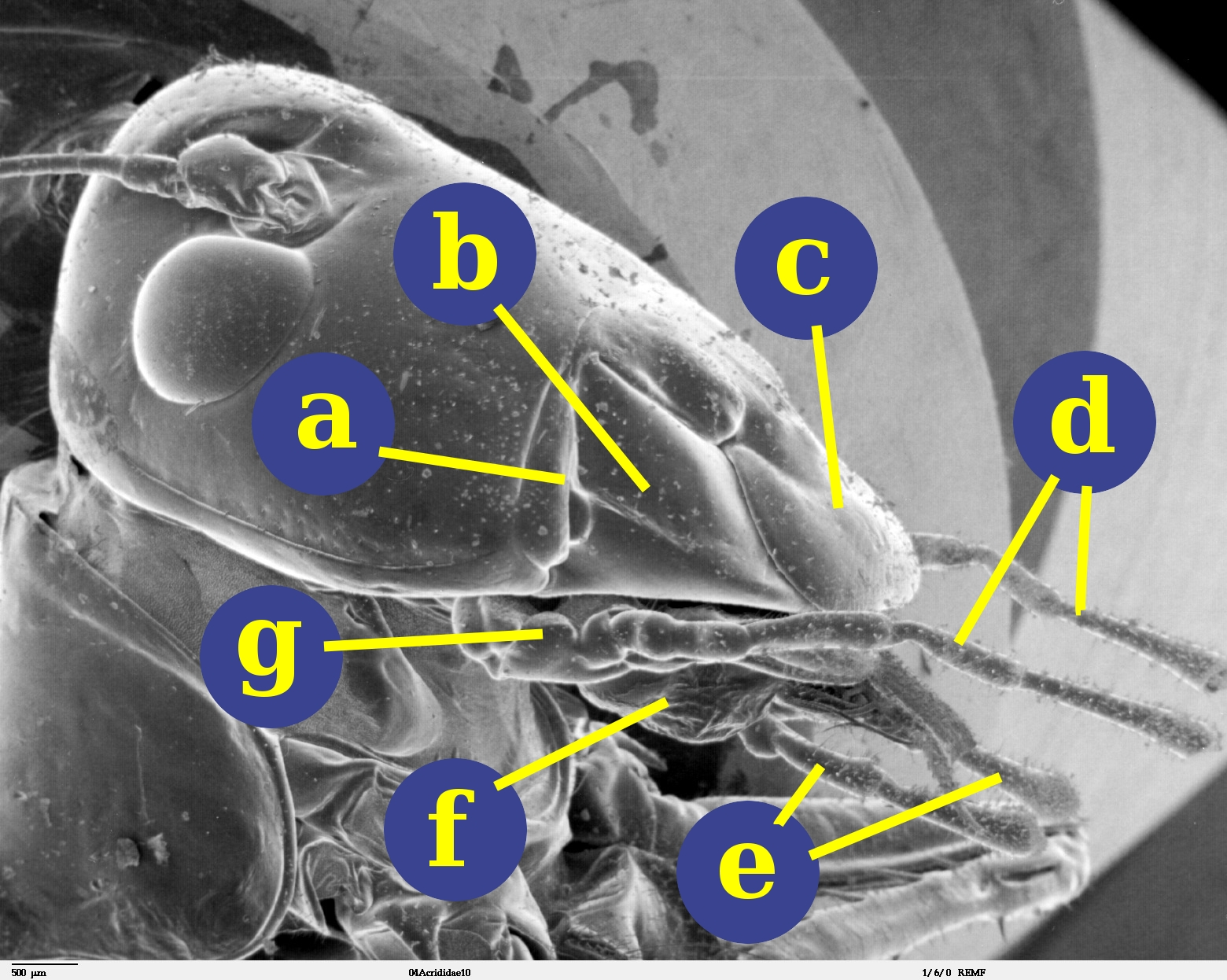
Appendici dell'apparato boccale masticatore (Celiferi). a: pleurostoma; b: mandibola; c: labbro superiore; d: palpi mascellari; e: palpi labiali; f: labbro inferiore; g: mascella.

Il labbro inferiore è un'appendice impari, in realtà derivata dalla fusione del secondo paio di mascelle di un apparato boccale primitivo. Si inserisce sull'ipostoma dopo le mascelle e chiude posteriormente la cavità orale. La terminologia associata alla struttura morfologica può essere confusa proprio per la variabilità tassonomica. Il labbro inferiore tipico è strutturalmente composto da due parti: la parte prossimale, derivata dalla fusione dei cardini del secondo paio di mascelle primitive, è detta postmento, quella distale, derivata dalla fusione degli stipiti è detta premento.
Il postmento può presentare, a sua volta, ulteriori suddivisioni e prende allora la denominazione di postlabio. In caso di suddivisione, nel postlabio si distingue un submento (prossimale) e un mento (distale).
Sul premento si articolano altri segmenti: ai lati, su due prominenze dette palpigeri, si articolano i palpi labiali, composti da 1-4 metameri, analoghi ai palpi mascellari. Sulla parte mediana e distale del premento si articolano invece 4 lobi, simmetrici a due a due: i due lobi interni sono detti glosse, i due esterni paraglosse; talvolta le glosse si fondono in una struttura unica, formando la cosiddetta ligula. Nel complesso, il premento, le glosse, le paraglosse e i palpi labiali formano il prelabio, che rappresenta la parte mobile del labbro inferiore.
Il labbro inferiore partecipa alle funzioni di presa dell'alimento e, inoltre, chiude la parte ventrale dell'apertura boccale.

### Prefaringe
Detta anche ipofaringe, è un processo interno membranoso o, a volte, sclerificato che in genere resta nascosto dalle altre appendici boccali; divide la bocca in due cavità, una dorsale e una ventrale. Quella dorsale, più ampia, rappresenta il tratto iniziale della faringe ed è detta cibarium; quella ventrale costituisce lo sbocco delle ghiandole salivari labiali ed è detta perciò salivarium.

### Insetti ad apparato boccale masticatore
Come si è detto in precedenza, l'apparato boccale masticatore tipico è ampiamente rappresentato nella classe in quanto deriva dall'apparato primitivo senza particolari adattamenti morfoanatomici. Nella sua struttura tipica, sono provvisti di questo apparato i seguenti insetti:
- In tutti gli stadi di sviluppo: Tisanuri, Odonati, Blattoidei, Mantoidei, Isotteri, Zoratteri, Plecotteri, Embiotteri, Grilloblattoidei, Dermatteri, Fasmidi, Ortotteri, Mallofagi, Neurotteri[4], Coleotteri[5], negli Imenotteri Sinfiti.
- Solo negli stadi preimmaginali: Efemerotteri[6], Tricotteri, Lepidotteri, Ditteri, diversi Imenotteri Apocriti.

In generale si può osservare una maggiore diffusione dell'apparato boccale masticatore negli Esopterigoti e negli stadi giovani degli Endopterigoti. Negli stadi adulti di questi ultimi, fatta eccezione per i Coleotteri, si assiste ad una sostituzione del tipo masticatore con altri tipi, fondamentalmente distinti, oppure ad adattamenti del tipo masticatore che vedono una generale involuzione della funzione masticatoria delle mandibole e ad una complicazione morfofunzionale delle strutture mascellari e labiali.

## Apparato boccale masticatore modificato
L'apparato boccale di diversi gruppi sistematici, pur mantenendo la struttura anatomica fondamentale del tipo masticatore, presenta marcate differenziazioni morfofunzionali rispetto a quello tipico, al punto da modificarne profondamente il modo di funzionamento. Queste differenziazioni si riscontrano, in particolare, negli Psocotteri, nelle larve dei Neurotteri Planipenni, nella generalità dei Mecotteri, nelle larve dei Coleotteri Ditiscidi, negli Strepsitteri, nella generalità degli Imenotteri Apocriti. In questi casi gli Autori usano le dizioni atipico o modificato oppure denominazioni specifiche come masticatore succhiatore perforante,  masticatore lambente o masticatore succhiante. In genere si tratta di adattamenti morfologici che interessano uno o più appendici boccali, o parti di esse, che rendono l'apparato boccale adatto a perforare e succhiare oppure semplicemente succhiare.

### Perforante e succhiante

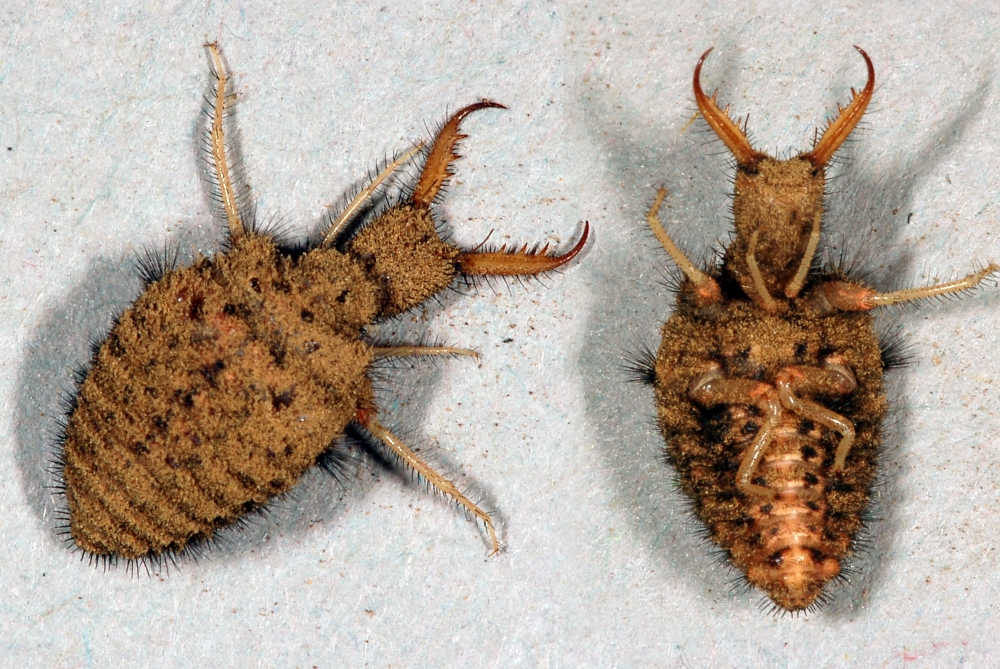
Larve di Formicaleone (Neuroptera: Myrmeleontidae) con le caratteristiche mandibole falciformi, atte a perforare e succhiare i fluidi interni dalle vittime.

Apparati boccali masticatori adatti a perforare e succhiare si riscontrano nelle larve dei Neurotteri Planipenni e dei Coleotteri Ditiscidi.
In entrambi i casi si tratta di Insetti predatori il cui apparato boccale ha perso la capacità di assumere alimenti solidi sia per la modificazione delle mandibole, che li rende incapaci di masticare, sia per l'apertura boccale chiusa. Le mandibole sono prolungate e acuminate, in genere arcuate, perciò sono usate per perforare il tegumento della vittima.
Nei Neurotteri Planipenni, la modifica riguarda sia le mandibole sia le mascelle. Le prime sono prolungate in avanti e arcuate verso l'interno; le seconde hanno una lacinia sviluppata in lunghezza, in modo che possa adattarsi ad una scanalatura del lato interno delle mandibole. L'appressamento delle lacinie alle mandibole forma due canali di suzione attraverso i quali vengono aspirati i tessuti umorali delle prede, dopo averle penetrate con le mandibole.
Nei Ditiscidi, le mandibole sono cave e attraverso esse iniettano un rigurgito intestinale che ha una doppia azione: paralizzante, per l'effetto tossico, e digestiva per la presenza di enzimi proteolitici. I tessuti interni della preda sono perciò digeriti esternamente e trasformati in una poltiglia che viene poi aspirata sempre attraverso le mandibole.

### Succhiante o lambente

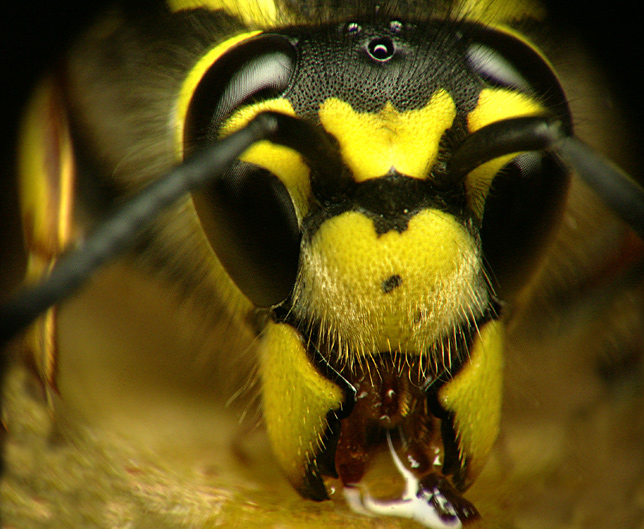
Apparato boccale masticatore lambente della vespa: le mandibole, atte a masticare, sono usate per lacerare, la ligula per leccare.

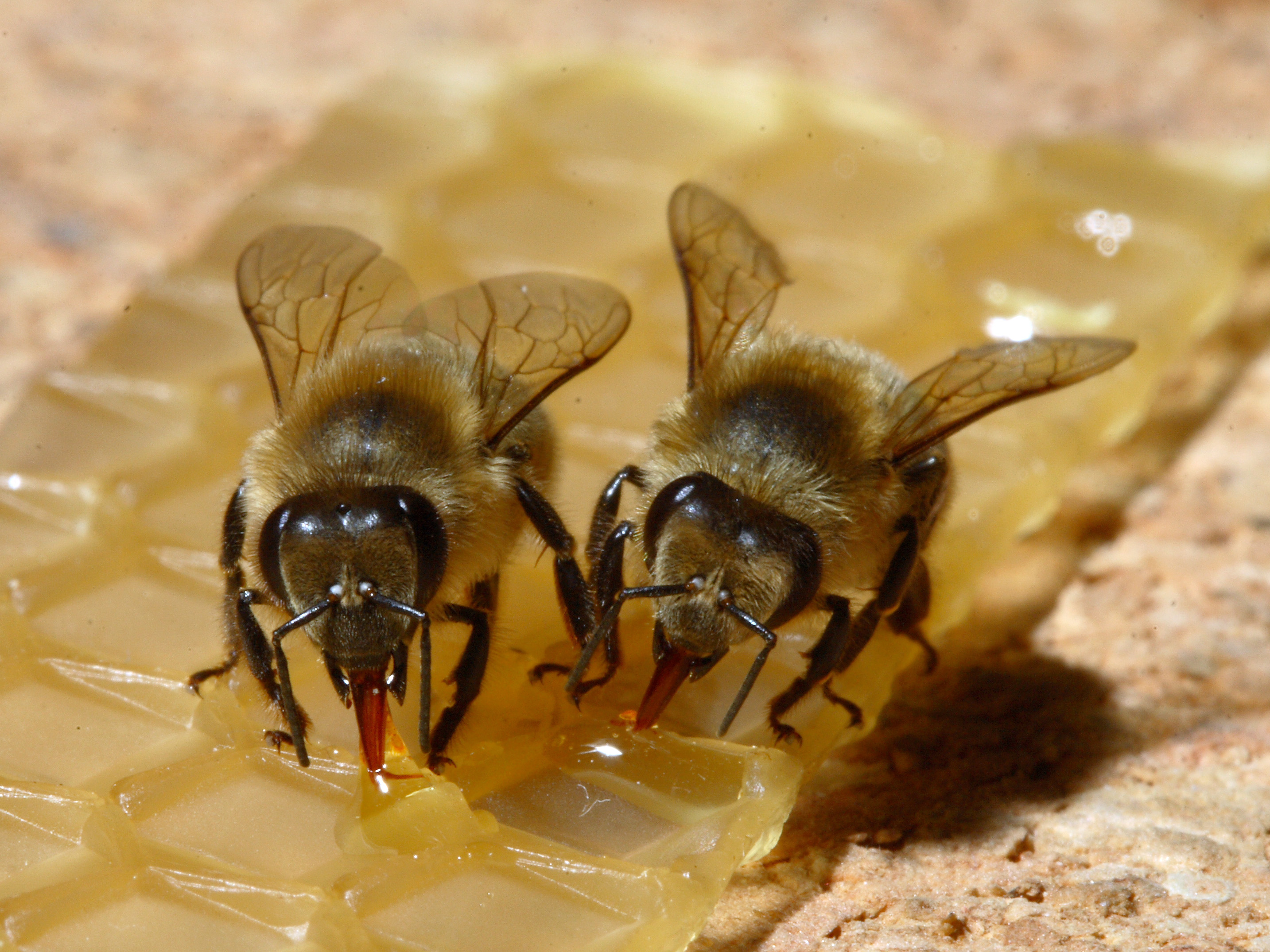
Apparato boccale lambente succhiante dell'ape: le mandibole perdono la funzione masticatoria e l'alimentazione è affidata al complesso maxillo-labiale.

Con i termini di apparato boccale masticatore succhiante e masticatore lambente si fa riferimento ad un'eterogenea varietà di modificazioni delle appendici boccali che permettono di "leccare" (funzione lambente) o aspirare (funzione succhiante) alimenti liquidi, in genere di origine vegetale.
Va precisato che tali modifiche possono essere più o meno marcate al punto da comprendere una varietà di forme di transizione fra l'apparato masticatore tipico e quello con esclusiva funzione lambente o succhiante. Adattamenti di questo tipo si riscontrano nei Mecotteri e, soprattutto, fra gli Imenotteri Apocriti.
In generale, negli Imenotteri Apocriti, le modifiche interessano le mascelle e il labbro inferiore: le prime mostrano la galea (lobo esterno) notevolmente sviluppata in lunghezza; nel labbro inferiore si ha invece lo sviluppo in lunghezza e la fusione delle glosse (lobi interni), in modo da formare la ligula.
L'apparato boccale masticatore lambente, presente ad esempio nei Vespidi, non perde la capacità masticatoria: le mandibole sono però usate per lacerare tessuti vegetali o animali allo scopo di farne fuoriuscire i succhi che sono leccati per mezzo della ligula.
L'apparato boccale lambente-succhiante è invece rappresentato soprattutto fra gli Apoidei ed è adatto a leccare il sub-strato dove sono presenti liquidi zuccherini (nettare, miele, melata). In questa superfamiglia si assiste alla presenza di varie forme di apparato boccale masticatore-succhiante, masticatore-lambente e masticatore-lambente-succhiante. Nelle api, l'apparato boccale raggiunge il massimo grado di specializzazione: si perde del tutto la funzione primaria delle mandibole e acquistano la funzione di modellare la cera. L'apparato boccale, a differenza di come erroneamente dicono, non è succhiante, bensì lambente-succhiante. La fusione delle glosse costituisce una ligula ricca di scalanature; quando l'insetto inserisce la ligula nel fiore, le scalanature si imbrattano di nettare. A questo punto la ligula viene ritratta nel complesso maxillo labiale e viene ''strizzata da esso''. Il processo viene ripetuto più volte.
Galea e i palpi labiali sono sviluppati in lunghezza e appiattiti; La ligula, forata anteriormente, permette l'espulsione di saliva.
Posseggno inoltre un canale di suzione.

## Apparato boccale pungente-succhiante

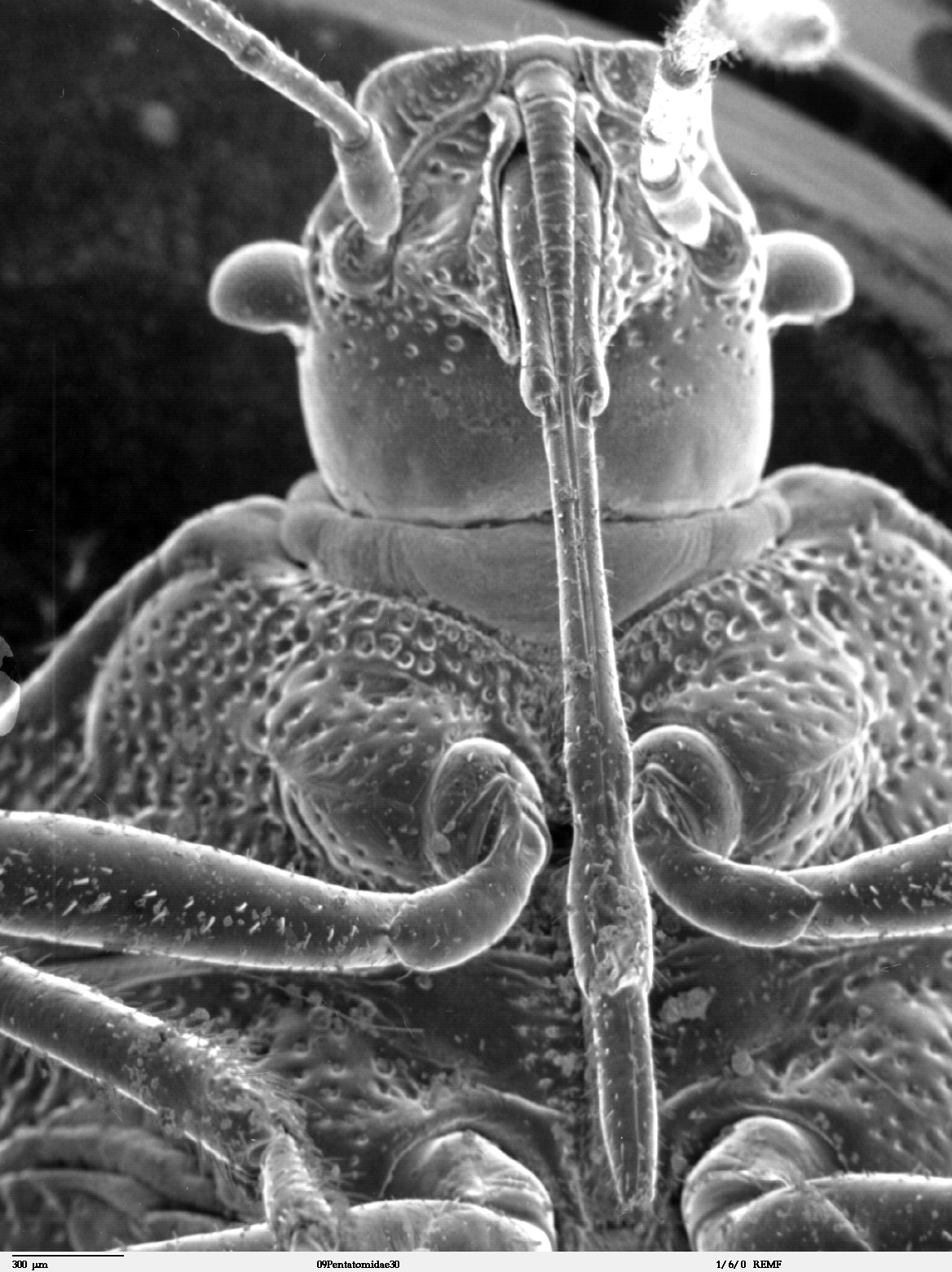
Apparato boccale pungente-succhiante di un Rincoto Pentatomide in posizione di riposo. Gli stiletti sono nascosti nel rostro. Davanti al tratto prossimale del rostro è evidente il labbro superiore.

L'apparato boccale pungente-succhiante perde ogni similitudine morfologica con quello masticatore: le appendici diventano molto sottili e allungate e, per la loro capacità di penetrazione, sono dette stiletti. Presente in alcuni ordini, l'apparato boccale pungente-succhiante mostra differenziazioni, sotto l'aspetto anatomico e funzionale, proprie di ciascun gruppo sistematico, ma in generale si possono considerare delle prerogative costanti le seguenti:
- stiletti boccali allungati e sottili, atti a penetrare nei tessuti;
- conformazione degli stiletti in modo da costituire, con l'accostamento in senso longitudinale, dei canali per il passaggio di liquidi;
- assunzione dell'alimento esclusivamente allo stato liquido, con lo svolgimento di tre fasi: perforazione, immissione di saliva, aspirazione;
- possibilità di trasmissione di microrganismi patogeni (virus, micoplasmi, batteri, protisti) attraverso la saliva.

La specificità dell'apparato boccale pungente-succhiante, sia nella sua conformazione sia nella fisiologia, è tale da imporre nella generalità dei casi una marcata specializzazione dietetica dell'insetto. Presi nel loro insieme, tuttavia, gli insetti ad apparato boccale pungente-succhiante comprendono specie fitofaghe (genericamente dette fitomizi) e specie zoofaghe. Fra queste ultime sono comprese sia specie generalmente dannose perché associate all'Uomo o agli animali domestici, sia specie utili perché entomofaghe. Gli ordini comprendenti specie con apparato boccale pungente-succhiante sono gli Anopluri, i Tisanotteri, i Rincoti, i Ditteri e i Sifonatteri. In essi l'apparato boccale pungente-succhiante rappresenta un elemento morfoanatomico costante e omogeneo che caratterizza l'intero ordine; fanno eccezione i soli Ditteri, nei quali, oltre ad essere presenti altri tipi di apparato boccale, quello pungente-succhiante mostra differenziazioni anche marcate secondo i gruppi sistematici.

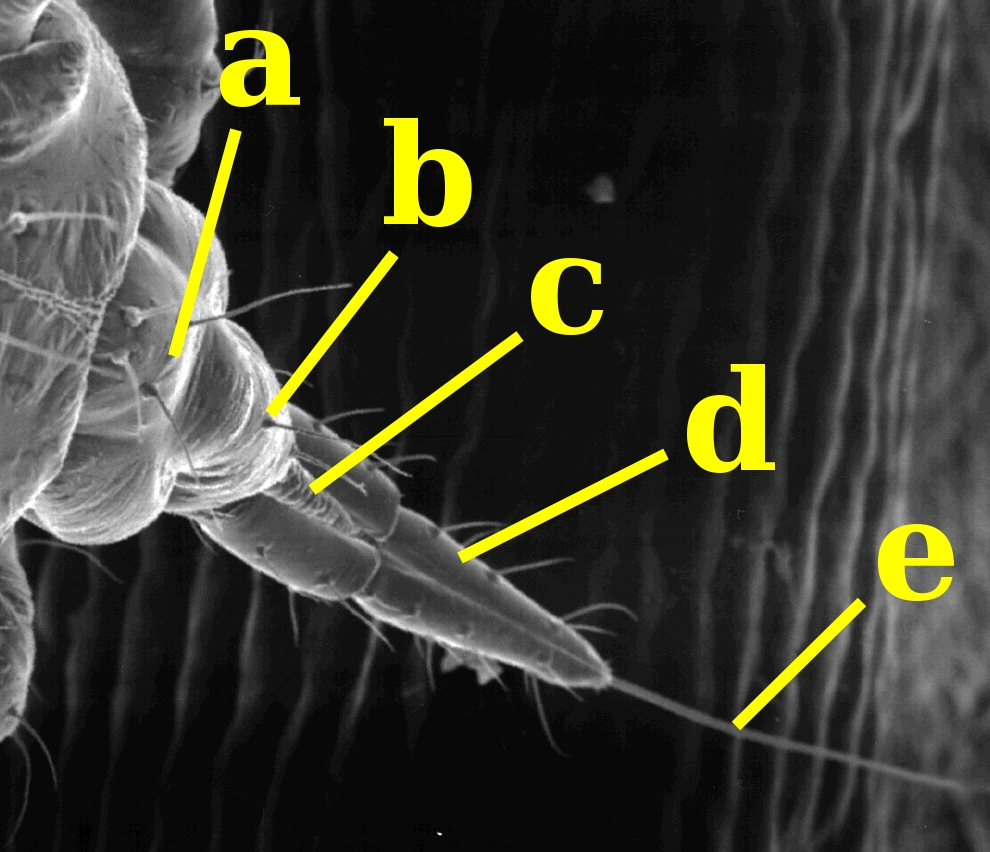
Apparato boccale di un afide. a: postclipeo; b: anteclipeo; c: labbro superiore; d: rostro; e: stiletti.

Per l'elevato grado di specializzazione e per l'importanza associata al regime dietetico dell'insetto, si considerano più rappresentativi, di questa tipologia di apparato boccale, quello dei Rincoti e quello dei Ditteri Culicidi.

### Rincoti
Per la sua specificità ed efficacia, l'apparato boccale dei Rincoti è considerato il modello più complesso di apparato pungente-succhiante: gli adattamenti di questo ordine infatti non si limitano ai soli aspetti morfologici e funzionali, ma si estendono anche agli ambiti anatomici e fisiologici, al punto da caratterizzare notevolmente quest'ordine nell'ambito dell'intera classe. L'apparato dei Rincoti si adatta a specifici regimi dietetici, che sono per la maggior parte vegetariani (fitomizi); l'alimento è rappresentato dalla linfa oppure dai succhi cellulari dei tessuti parenchimatici o epidermici. Non mancano tuttavia le specie a regime dietetico carnivoro, rappresentate da predatori artropofagi oppure da parassiti epizoici di Vertebrati (le cimici propriamente dette).
Il labbro superiore non partecipa alla costituzione dell'apparato boccale, pur subendo un particolare allungamento. In generale ha un profilo triangolare, stretto e allungato, ma molto meno rispetto agli stiletti. In alcuni Rincoti ha uno sviluppo in lunghezza alquanto ridotto e, in questo caso, è sorpassato in lunghezza dalla membrana interna, l'epifaringe. Superiormente è articolato al clipeo, che nei Rincoti è suddiviso in due segmenti.

Sezione schematica dell'apparato boccale dei Rincoti. a: labbro superiore; b: mandibola; c: mascella; d: canale alimentare; e: canale salivare; f: rostro.

Le mandibole sono stilettiformi e nella loro estremità distale sono leggermente espanse e denticolate. Tale conformazione è finalizzata alla funzione che svolgono, che è quella di perforare i tessuti attaccati. L'interno delle mandibole è attraversato da pori a fondo cieco, che conferiscono una maggiore resistenza meccanica.
Le mascelle sono anch'esse stilettiformi, mancano del tutto i lobi distali (galea e lacinia) e i palpi mascellari. La loro sezione è conformata in modo tale da costituire due concavità sul lato adorale (interno). In questo modo, accostandosi ed incastrandosi, delimitano due canali con lume di diverso diametro: quello dorsale, più ampio, costituisce il canale di suzione, quello ventrale, più stretto, è il canale salivare.
Le mascelle e le mandibole si articolano all'interno del cranio; esternamente il loro tratto basale differenzia dei lobi che si articolano alle guance. Il posizionamento reciproco durante l'alimentazione è fatto in modo che le mascelle combacino fra loro delimitando i due canali, mentre le mandibole si dispongono ai lati e leggermente all'indietro. Scanalature longitudinali esterne permettono agli stiletti di incastrarsi e scorrere reciprocamente, funzionalità fondamentale nell'atto della perforazione.
Il labbro inferiore è stretto e allungato ed ha una forma quasi cilindrica, affusolata all'estremità distale e concava sul lato dorsale. Mancano i lobi terminali (glosse e paraglosse) e i palpi labiali. È composto da un numero variabile da 1 a 4 articoli secondo il gruppo sistematico. Può avere la stessa lunghezza degli stiletti oppure è più breve. Nell'insieme dell'apparato boccale rappresenta l'elemento di maggiore evidenza e viene comunemente denominato rostro.
Le modificazioni anatomiche di maggior rilievo, associate all'apparato boccale dei Rincoti, sono la pompetta salivare e la pompa cibariale o faringeale, le leve mandibolari e mascellari e la muscolatura associata. La pompetta salivare è un serbatoio che raccoglie il secreto delle ghiandole salivari ed è dotata di un pistone interno e di un sistema muscolare che permettono l'espulsione della saliva iniettandola nel canale salivare. La pompa cibariale è un adattamento della faringe: la parete ventrale è robusta e sclerificata, mentre quella dorsale è membranosa ed è associata a muscoli che si attaccano alla volta cranica; con questo sistema, la contrazione dei muscoli dilata la faringe creando una depressione che aspira i liquidi dal canale di suzione.
Le leve mascellari e mandibolari sono scleriti interni al cranio sui quali si articolano le mascelle e le mandibole; l'azione di muscoli protrattori e retrattori su questi scleriti permette l'estroflessione o la retrazione degli stiletti. Un'altra modifica anatomica interessa la prefaringe: questa s'incunea in avanti ed è forata in modo da essere attraversata dalle mascelle.
Data la particolare conformazione dei Rincoti, che in generale hanno capo metagnato, in posizione di riposo il rostro si adagia sulla parte ventrale del torace e gli stiletti sono raccolti nella doccia formata dal rostro. Nei Rincoti in cui gli stiletti sono più lunghi del rostro, in fase di riposo si ripiegano in anse nel rostro oppure, sempre ripiegati, sono conservati in una tasca interna al cranio, detta crumena.
In fase di alimentazione, il rostro, dotato di una notevole mobilità, non partecipa alla puntura: si ripiega a ginocchio oppure si ritrae per scorrimento reciproco dei suoi articoli; in alcuni casi guida gli stiletti nella fase di penetrazione. Gli stiletti sono in genere introdotti indipendentemente uno dopo l'altro, scorrendo reciprocamente per mezzo delle scanalature longitudinali. La capacità di penetrazione è notevole, con una pressione dell'ordine di quasi 100 kPa. Una volta introdotti tutti gli stiletti, l'insetto inietta la saliva e, in una fase successiva, aspira il liquido.

### Ditteri

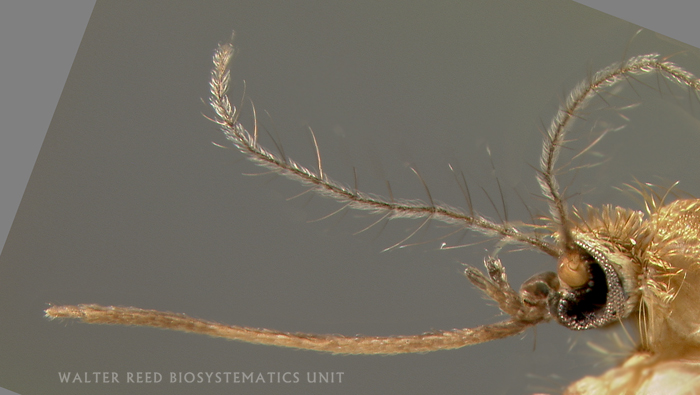
Apparato boccale di Culex pipiens. Si notano chiaramente la lunga proboscide, costituita dal labbro inferiore, e dorsalmente i palpi mascellari. Gli stiletti sono nascosti nel labbro inferiore.

Nei Ditteri l'apparato boccale pungente-succhiante propriamente detto si riscontra nelle famiglie dei Culicidi (Diptera: Nematocera) e dei Tabanidi (Diptera: Brachycera). Si tratta di insetti comunemente noti proprio per le punture provocate dalle femmine allo scopo di succhiare il sangue, le zanzare ed i tafani.
Nella generalità dei Nematoceri, l'apparato boccale presenta alcune appendici particolarmente allungate e stilettiformi, con forme di transizione fra l'apparato boccale succhiante ma non perforante e quello pungente-succhiante vero e proprio. Zanzare e tafani differiscono notevolmente sia nella struttura sia nella morfologia dell'apparato boccale.
Nelle zanzare (Ditteri Culicidi), tutte le appendici boccali sono allungate e stilettiformi (labbro superiore, mandibole, galee mascellari, palpi mascellari, prefaringe e labbro inferiore). In questi insetti, il clipeo è leggermente allungato e sormonta il labbro superiore che è fortemente convesso, fino a diventare quasi cilindrico; la membrana interna, l'epifaringe, forma il canale alimentare. Le mandibole hanno l'apice appuntito e tagliente. Le mascelle differenziano uno stipite più o meno breve, dal quale partono i lobi esterni (galee), allungati e stilettiformi, e i palpi mascellari, formati da 4-5 articoli allungati. La prefaringe è trasformata in uno stiletto nel cui spessore passa il canale salivare. Il labbro inferiore, infine, è conformato a doccia, concava dorsalmente, in modo da comprendere nella sua rientranza tutti gli altri stiletti. L'estremità distale del labbro inferiore differenzia due piccoli lobi simmetrici pluriarticolati, che gli Autori considerano derivati dai palpi labiali e una piccola ligula centrale.
In posizione di riposo, tutti gli stiletti, della medesima lunghezza, sono alloggiati nella doccia formata dal labbro inferiore. Alla puntura partecipano tutti gli stiletti ad eccezione del labbro inferiore: questo, infatti, si ripiega a gomito ventralmente, facendo scorrere gli stiletti fra i palpi, usati come guide.
| |  |  |
| Sezione schematica degli apparati boccali dei Culicidi (a sinistra), dei Tabanidi (al centro) e dei Glossinidi (a destra). a: labbro superiore; b: epifaringe; c: canale alimentare; d: palpo mascellare; e: mandibola; f: mascella; g: prefaringe; h: canale salivare; i: labbro inferiore. |  |  |

Fra i Brachiceri, l'apparato boccale pungente-succhiante tipico è presente nella famiglia dei Tabanidae (tafani) e, sia pure con una morfologia nettamente differente, presenta una struttura simile a quella descritta per le zanzare. Altri Brachiceri con apparato boccale in grado di pungere e succhiare, fanno capo alle famiglie degli Ippoboscidi, dei Glossinidi e ad alcuni Muscidi (Stomoxydini). In tutti i casi si tratta di insetti ematofagi di grande interesse veterinario o medico.

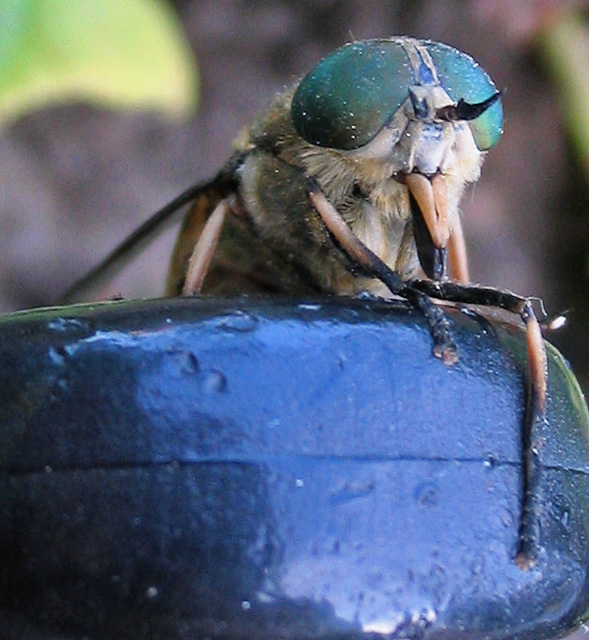
Tabanide. Sono evidenti i palpi mascellari (rosa) e il labbro inferiore (scuro), in cui sono alloggiati gli stiletti.

Nei tafani gli stiletti sono appuntiti e perforanti, ma hanno uno sviluppo piuttosto contenuto; l'intero apparato assume perciò l'aspetto di un breve "pungiglione". A differenza dei Culicidi, il canale alimentare è formato dall'accostamento delle mandibole all'epifaringe. I palpi mascellari sono allungati ma non stilettiformi e non partecipano alla puntura. Il labbro inferiore, infine, è carnoso e conformato a doccia, avvolgente gli stiletti, e termina con due lobi carnosi (labelli).
Negli altri Brachiceri le principali differenze strutturali dell'apparato boccale, rispetto ai tafani, consistono nell'assenza delle mandibole e delle galee mascellari e nella trasformazione del labbro inferiore in organo perforante, essendo appuntito e sclerificato. Nel complesso, perciò, l'apparato boccale si semplifica strutturalmente: il canale alimentare è composto dalla doccia dorsale del labbro superiore e dalla contrapposizione del labbro superiore e al suo interno passa la prefaringe, nel cui spessore è contenuto il canale salivare. I palpi mascellari, unico residuo delle mascelle, non sono stilettiformi.
Una caratteristica generale dei Ditteri ad apparato boccale pungente-succhiante è la sua presenza solo nella femmina. Nei maschi gli stiletti perdono la capacità di perforazione e l'apparato boccale diventa succhiante o lambente. A differenza delle femmine, che sono ematofaghe o, in alcune specie, entomofaghe, i maschi hanno un regime alimentare glicifago e si nutrono perciò di liquidi zuccherini.

### Altri gruppi sistematici

Sezione schematica dell'apparato boccale degli Anopluri. a: proboscide; b: stiletti dorsali; c: canale alimentare; d: stiletto mediano; e: canale salivare; f: stiletto ventrale.

Gli Anopluri, noti ai più con il nome comune di pidocchi, hanno un apparato boccale retrattile conservato in una sacca interna al capo. Il labbro superiore e l'epifaringe formano una proboscide pronunciata in avanti e dentellata all'apice; il lato ventrale (epifaringe) è conformato a doccia e comunica con la sacca interna, in cui sono alloggiati gli stiletti boccali. Questi sono complessivamente quattro: due stiletti dorsali, uno intermedio, uno ventrale. Gli stiletti dorsali sono costituiti da due sottili lamine ricurve che contrapponendo i loro margini formano il canale alimentare. Quello intermedio è conformato a doccia e avvolge i due stiletti dorsali; nella sua parte ventrale è attraversato dal canale salivare. Lo stiletto ventrale, infine, è anch'esso conformato a doccia e abbraccia quello intermedio. L'origine degli stiletti è controversa: ancora non è accertato se quelli dorsali derivino dalle mandibole, dalle mascelle o dalla prefaringe; lo stiletto intermedio deriverebbe invece dalla prefaringe, mentre quello ventrale si sarebbe originato dal labbro inferiore.
La puntura si svolge afferrando l'epidermide dell'ospite con i denticoli della proboscide e con l'estroflessione degli stiletti boccali, che penetrano nell'epidermide. Alla puntura non partecipa lo stiletto ventrale, che resta invece all'esterno della ferita.

Sezione schematica dell'apparato boccale dei Tisanotteri. a: labbro superiore; b: mandibola; c: canale alimentare; d: lacinie mascellari; e: prefaringe; f: canale salivare; g: labbro inferiore.

I Tisanotteri, insetti a regime alimentare fitofago, hanno un apparato boccale che si caratterizza per la sua asimmetria. Esternamente si presenta come un cono, che prolunga il capo ipognato, formato anteriormente dal labbro superiore, posteriormente dal labbro inferiore e, ai lati, dagli stipiti delle mascelle. All'interno di questo cono sono alloggiati gli stiletti boccali. Questi sono costituiti dalla mandibola sinistra (la destra è assente), dalle lacinie delle mascelle e dalla prefaringe. Le lacinie delle mascelle sono conformate a lamina ricurva e contrapponendosi formano il canale alimentare. La prefaringe, conformata a lamina trasversalmente, è percorsa da due scanalature: quella dorsale, contrapponendosi all'epifaringe, forma il canale alimentare, in continuazione con quello formato dai lobi mascellari; quella ventrale si contrappone invece al labbro inferiore e forma il canale salivare. Il labbro superiore, ripiegato a doccia, avvolge il complesso degli stiletti boccali, facendo da guida per il loro scorrimento. Labbro inferiore e mascelle sono provvisti di brevi palpi.
La funzionalità dell'apparato boccale dei Tisanotteri non è perforante in senso stretto: i Tisanotteri si nutrono per lo più dei succhi cellulari dei tessuti esterni, succhiati per mezzo delle lacinie contrapposte da ferite praticate con la mandibola, usata come coltello, con appropriati movimenti del capo.

Sezione schematica dell'apparato boccale dei Sifonatteri. a: palpo mascellare; b: epifaringe; c: mascella; d: palpo labiale; e: lacinia; f: canale alimentare.

I Sifonatteri, comprendenti le comuni pulci, hanno un apparato boccale pungente-succhiante notevolmente differenziato con alcuni elementi morfoanatomici di origine incerta o controversa. Dall'esterno sono ben visibili, per il loro sviluppo, i due palpi mascellari, disposti anteriormente, due lamine laterali di forma triangolare e leggermente allungata, derivate dalle mascelle, e i due palpi labiali posteriormente. Gli stiletti boccali sono alloggiati in una doccia dorsale del labbro superiore e poi in una guaina formata dalla contrapposizione dei palpi labiali. Gli stiletti boccali veri e propri sono tre, uno impari e due pari e simmetrici. Lo stiletto impari è derivato, secondo le interpretazioni, dal labbro superiore o, più probabilmente, dall'epifaringe; secondo quest'ultima interpretazione, attualmente la più accreditata, il labbro superiore sarebbe rudimentale e nascosto dal clipeo. Gli stiletti pari sarebbero invece derivati da lobi mascellari (lacinie) o, secondo altre interpretazioni, dalle mandibole. Queste ultime sono però considerate atrofiche dalle interpretazioni più accreditate. Gli stiletti mascellari, contrapponendosi, avvolgono quello epifaringeo; quest'ultimo è ventralmente conformato a doccia e con gli stiletti mascellari forma il canale alimentare. L'insieme di questi stiletti è distalmente racchiuso nella guaina formata dai palpi labiali. La prefaringe è piuttosto breve e contiene il canale salivare che sbocca nel canale alimentare. Contrariamente ai gruppi sistematici descritti in precedenza, perciò, le pulci utilizzano un unico condotto sia per l'immissione della saliva sia per la suzione dell'alimento.
La puntura si svolge con l'introduzione degli stiletti (prefaringe e mascelle) nell'epidermide dell'ospite, azione coadiuvata dai palpi labiali. All'azione partecipano i palpi, che non sono però interessati direttamente nella perforazione.

## Apparato boccale lambente-succhiante

Sezione schematica dell'apparato boccale dei Ditteri Muscoidi. a: labbro superiore; b: epifaringe; c: canale alimentare; d: palpo mascellare; g: prefaringe; h; canale salivare; i: labbro inferiore.

L'apparato boccale lambente-succhiante, tipico dei Ditteri Muscoidi, è un profondo adattamento all'alimentazione basata su sostanze zuccherine, più o meno cristallizzate, sparse su una superficie. Fondamentalmente l'apparato ha la forma di una proboscide conformata distalmente a ventosa, in grado di dissolvere le sostanze zuccherine e successivamente aspirare. La struttura dell'apparato cambia radicalmente sotto l'aspetto sia morfologico sia anatomico. Tutte le appendici boccali subiscono una marcata riduzione a favore del labbro inferiore, conformato a doccia nella porzione prossimale e carnoso ed espanso nella porzione distale.
Il labbro superiore è stiliforme e convesso e il suo lato interno (epifaringe) forma il tetto del canale alimentare. All'epifaringe si contrappone la prefaringe, anch'essa stiliforme; il suo spessore contiene il canale salivare. Le mandibole e i lobi delle mascelle sono rudimentali o atrofizzate. Restano invece, ben sviluppati, i palpi mascellari, che in genere sporgono anteriormente dalla doccia del labbro inferiore.

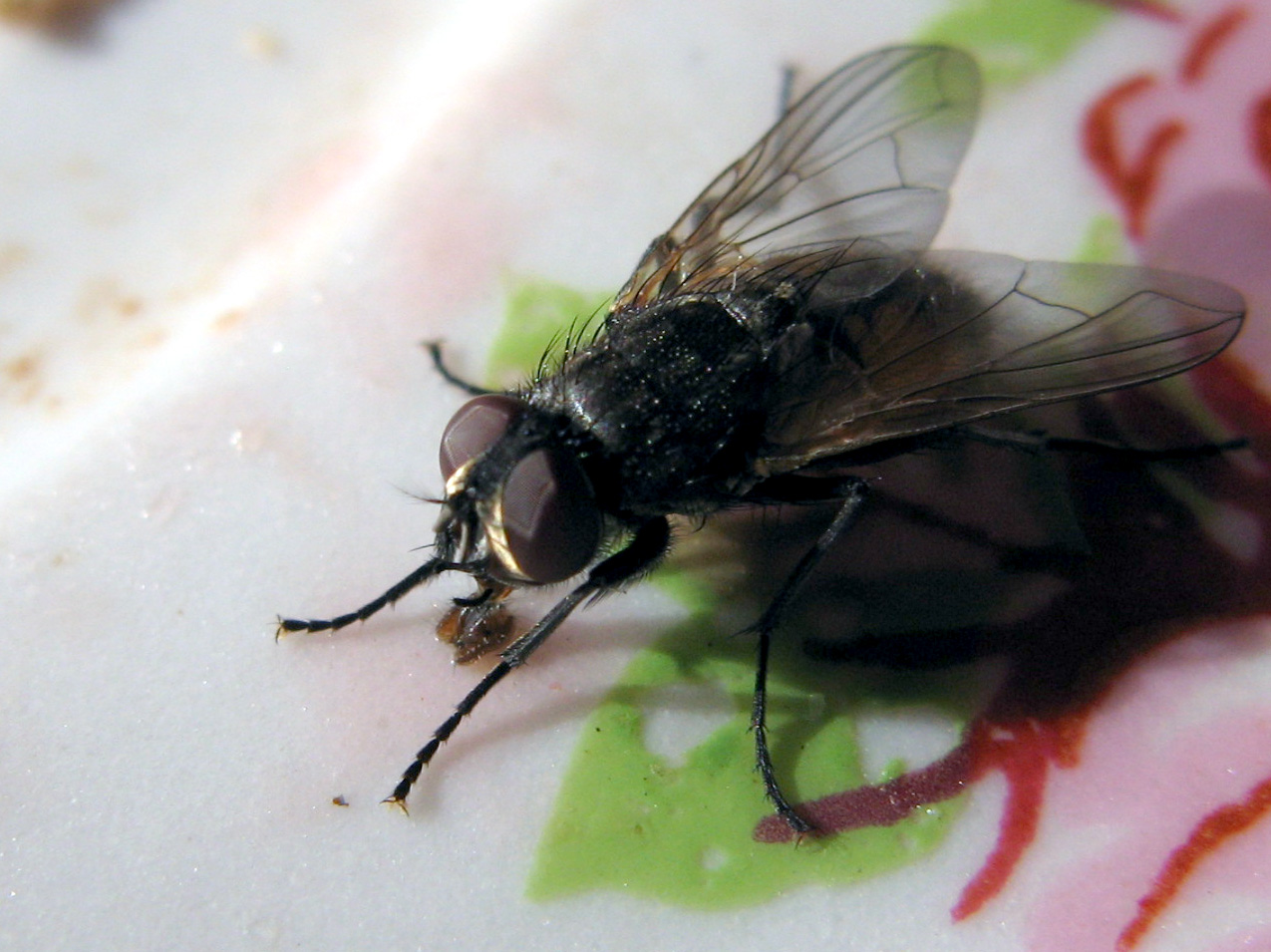
L'apparato boccale della comune mosca, con il labello espanso sulla superficie, nell'atto della funzione lambente.

Il labbro inferiore, spesso chiamato anche proboscide, costituisce la parte più sviluppata dell'apparato boccale: il corpo del labbro, non diviso (premento) è ingrossato e conformato a doccia sul lato dorsale, accogliendo le altre appendici boccali. La porzione distale del labbro inferiore, derivata dai palpi labiali, si espande e diventa carnosa e bilobata, formando una sorta di ventosa detta labello o labellum. Il labello è l'espressione più rappresentativa dell'adattamento morfofunzionale di questo apparato boccale al particolare regime dietetico: la faccia ventrale è disseminata di microtubuli, detti pseudotrachee, attraverso i quali vengono assorbiti per capillarità i fluidi zuccherini. Secondo Downes e Dahlem (1987) le pseudotrachee sono un adattamento che consente in modo efficace la dissoluzione degli zuccheri cristallizzati presenti nella melata lasciata dai Rincoti Omotteri.
Da quanto detto risulta evidente il meccanismo dell'alimentazione: il labello raccoglie per assorbimento i liquidi zuccherini (funzione lambente), che vengono convogliati, attraverso due condotti, nel canale alimentare (funzione succhiante).

## Apparato boccale succhiante (Spiritromba)

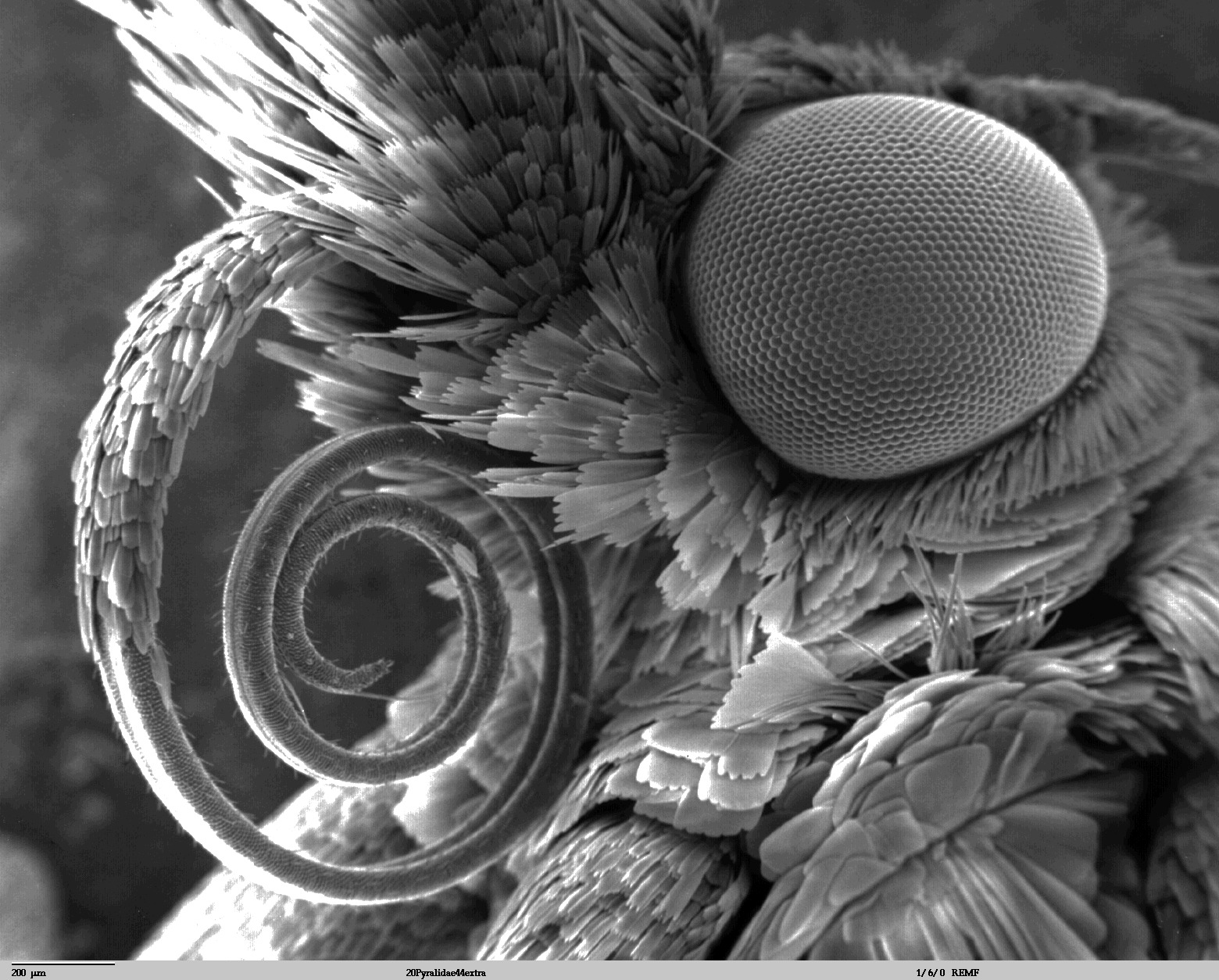
Capo di Piralide. In basso a sinistra è in evidenza la spiritromba, in alto a sinistra i palpi labiali.

L'apparato boccale succhiante è proprio degli insetti che allo stadio adulto sono glicifagi il cui regime alimentare è prevalentemente basato sul nettare dei fiori. L'apparato boccale delle larve, invece, è di tipo masticatore più o meno modificato. Rientrano in questo gruppo diverse famiglie di Ditteri, alcuni Imenotteri e, soprattutto, la quasi totale generalità dei Lepidotteri. In generale, questo tipo di apparato boccale presenta alcune appendici allungate che permettono la formazione di un canale alimentare, attraverso il quale viene aspirato il nettare anche da fiori con corolla tubulosa.
La struttura varia secondo l'ordine, ma l'esempio più rappresentativo di apparato boccale succhiante, per la sua notevole specializzazione morfologica, anatomica e funzionale, è quello dei Lepidotteri. In generale tutti i Lepidotteri hanno un apparato boccale di struttura alquanto uniforme; fanno eccezione le specie di alcune famiglie, nelle quali l'apparato boccale è breve oppure rudimentale o subatrofico. Inoltre, in alcuni gruppi, fra i più primitivi, l'apparato boccale è fondamentalmente di tipo masticatore modificato.

Sezione schematica dell'apparato boccale dei Lepidotteri. a: pilifero; b: epifaringe; c: galea; d: trachea; e: nervo; f: muscoli; g: canale alimentare; h; labbro inferiore; i: palpo labiale.

L'apparato boccale tipico dei Lepidotteri mostra una forte riduzione della maggior parte delle appendici ad eccezione delle galee mascellari. Il labbro superiore è piuttosto ridotto ed è trilobato: i due lobi laterali, sporgenti lateralmente dal clipeo, sono detti lobi piliferi, perché portanti una serie di setole; il lobo centrale è invece costituito dalla breve epifaringe, che si appressa anteriormente alla base della spiritromba. Le mandibole sono atrofiche. Il labbro inferiore è anch'esso in genere poco sviluppato e di consistenza membranosa, lateralmente porta i palpi labiali, che invece sono ben sviluppati e formati da 2-4 articoli.
La peculiarità dell'apparato boccale dei Lepidotteri è il singolare adattamento delle mascelle. Queste hanno lo stipite di sviluppo normale; i palpi mascellari sono spesso rudimentali oppure leggermente sviluppati e pluriarticolati; le lacinie sono atrofiche. Le galee sono la parte delle mascelle con il maggiore sviluppo in lunghezza e formano la cosiddetta spiritromba o proboscide; hanno una sezione semicircolare o subcircolare, con la parte adorale concava. Si incastrano longitudinalmente in modo che le due facce concave delimitino il canale alimentare. Le galee cave, in continuità con l'emocele; all'interno di ogni galea è presente un nervo, una trachea e diversi muscoli.
La notevole lunghezza della spiritromba permette ad alcuni Lepidotteri, in particolare gli Sfingidi, di succhiare il nettare restando in volo ad una certa distanza dal fiore, oppure si succhiarlo dal fondo di corolle tubulose piuttosto lunghe. In alcuni Sfingidi la spiritromba distesa può raggiungere anche i 30 cm di lunghezza. In posizione di riposo, la spiritromba è in genere arrotolata ventralmente a spirale, secondo un piano verticale. L'insetto distende la spiritromba pompando l'emolinfa nella cavità delle galee: la pressione interna provoca uno stato di turgore che raddrizza la spiritromba. Il riavvolgimento è operato invece dalla contrazione dei muscoli intrinseci presenti nello spessore delle galee.